# Lúthien Tinúviel
Lúthien Tinúviel a tünde Thingol király és a maia Melian egyetlen lánya, a legszebb tünde, aki valaha élt. Doriath-ban született, itt találkozott a halandó Berennel, akivel kölcsönösen egymásba szerettek. Thingol egyetlen – szerinte teljesíthetetlen – feltétellel adta a lánya kezét egy halandónak: ha elhoz egy szilmarilt Morgoth koronájáról. Beren elindult, hogy teljesítse a reménytelen feladatot.
Egyszer Lúthien szívét sötétség fogta el, és Meliantól megtudta, hogy Beren Szauron fogságába került Tol-in-Gaurhoth börtönében. A lány Thingol tiltása ellenére megszökött Doriathból és Huan, a kutya segítségével kiszabadították Berent, Szauront pedig elűzték. Ezután együtt folytatták az útjukat Angband felé.
Lúthien erejének segítségével bejutottak Angbandba, kijátszva a farkas Carcharoth-ot. A Sötét Trón előtt Lúthien varázsigével elaltatta Morgothot és Beren kivágott egy Szilmarilt a Vaskoronáról. A kapuhoz visszatérve Carcharoth észrevette őket, és leharapta Beren kezét, mely a Szilmarilt tartotta. Azonban semmiféle tisztátalan hús nem érinthetett egy szent Szilmarilt, ezért az égette a farkas gyomrát, amely így tébolyodottan dél felé vágtatott. 
Lúthien meggyógyította Berent, majd visszatértek Doriathba. Thingol királlyal Beren felhajtotta és legyőzte a farkast, és visszaszerezték a Szilmarilt. Azonban Beren halálos sebet kapott és meghalt, Lúthien pedig belehalt a bánatba.
Mandos csarnokába kerültek, ahol Lúthien olyan gyönyörűséges dalt énekelt, mely még Mandost is meghatotta. A valák Lúthient választás elé állítottak: vagy halhatatlanként visszatér Amanba, ahová azonban Beren nem mehet, vagy halandóként Berennel együtt visszatérnek Beleriandba, ahol halandó életüket együtt, szerelemben tölthetik el. Lúthien az utóbbit választotta, hátralévő életüket Tol Galen szigetén élték le. Gyermekük is született: Dior Eluchíl, aki Thingol halála után Doriath ura lett.
Tolkien Lúthien alakját részben feleségéről, Edith Tolkienről mintázta, közös élményeik alapján.

## A Lúthien Tinúviel név eredete

### Eriol / Ælfwine és Lutánia
A Lúthien és a Tinúviel tulajdonnevekként Tolkien élete fő művének, a Szilmariloknak korai (és soha be nem fejezett) változatában bukkannak fel, melyet Tolkien halála után fia, Christopher Tolkien Az elveszett mesék könyve címen adott ki. A műben egy  vándor-lelkű tengerész kiköt a Magányos Szigeten (Tol Eressëán), amely az emberek lakta kontinenstől messze északnyugatra található, és a tündék legnemesebbjei lakják. A tündék Eriolnak („aki magányosan álmodozik”) nevezik el az embert, és barátságosan fogadják, elmesélve neki népük és a világ történetét; valamint – bizonyos történetváltozatok szerint – kisebb bonyodalmak után végül maguk közé is fogadják, mi után pedig elnyeri az Ælfwine (tündebarát) nevet.
A Lúthien név kezdetben egyáltalán nem azt a tünde-lányt jelentette, aki az elveszett mesék egyikében is szerepelt, és a Szilmarilokban is színre lépett, részben Eriolhoz kapcsolódó földrajzi név, részben Eriol mellék- vagy felvett neve. A névre maga Tolkien is több magyarázatot, illetve származtatást talált ki. Ezek egy része csak történetvázlatokat tartalmazó papírcetliken, más része azonban a korai történetek kidolgozottabb formáját tartalmazó füzetekben maradt fenn.
- Egy korai cetli-feljegyzés szerint Lutánia volt annak a területnek a neve, ahonnan a vándor-szívű Eriol, Ingnek, Lutánia királyának rokona, a Magányos Szigetre érkezett, és amelynek ember-nyelvét (ez lényegében az óangol) a tündék is ismerték. A tündék ezért „lutániai embernek”, azaz Lúthiennek is elnevezik őt.
- Egy másik cetli hasonló történetet mesél el, azonban megtoldja ezt azzal, hogy Lutánia azt jelenti tünde-nyelven: „barátság”, ugyanis a tündék baráti kapcsolatokat ápolnak királyával, Inggel, és népével; valamint az is kiderül, hogy Lutániát a helyiek Englalandnak, vagyis Angliának nevezik. Ebben a történetben Ælfwine (nem nevezik Eriolnak) nem vándor, hanem egy önjelölt követ, ill. menekült; aki csodálja a tündéket, és megpróbálja rábeszélni őket, költözzenek vissza(!) Angliába. A cetli azzal záródik, hogy éppen ez jelenti a bonyodalmat, a tündék ugyanis elmondják neki, miért akarnak a Szigeten maradni, és ezzel elkezdődik a mesék hosszú sora. A cetli érdekessége, hogy név szerint említ egy létező helyet Wessexet, valamint a normannokat is (akik elől Ælfwine menekül); amiből kiderül, hogy a történet a tizenegyedik században játszódik.
- Egy másik cetli szerint „Lúthien vagy Lúsion Telumaith (Telumekhtar) fia volt. Ælfwine szerette az Orion jegyét, és alkotta a jelet, ezért a tündék őt Lúthiennek (Vándor) nevezték.”
- Egy kidolgozottabb vázlat szerint a Lutánia szó jelentése barátság, a Lúthiené pedig „barát”. Ebből a szóból ered Lutánia földjének neve, ahol emberek (mégpedig az angolok ősei) és tündék együtt laktak, a történelem során egyszeri módon. Az emberek királyának neve itt is Ing vagy Ingwë volt. A tündék azonban valamilyen ok miatt elköltöztek Kôr földjére (Halhatatlanföld része), azonban volt egy Nagy Menetelés az emberek világába, a Nagy Földekre (Középfölde előképe) célja az elveszett tündék megkeresése, melynek során háborút vívtak a Melkó befolyása alá került gonosz emberekkel. A vesztes háború után azonban visszaköltöztek Lutániába. Egy idő után azonban egy részük eltávozott a Magányos Szigetre.

A kidolgozott történetek egy részében Lutánia az angolok őshazája, később bizonyos vázlatok szerint Eriol elköltözik a Magányos Szigetre, amelyet végül az Ossë nevű vala a ma is ismert helyére húz, a szigetből lesznek a Brit szigetek (Írország a vonszolás során „törik le” külön szigetté). Eriol utódaiból lesznek az angolok (elődeik, Ing(wë) népe valószínűleg beolvadtak a normannokba vagy más hódítókba). 
(forrás: Az elveszett mesék könyve, Holló és tsa., II. kötet; ISBN 963-8380-58-6 ; 336.-371. o.

### Tinúviel meséje
Az elveszett mesék könyvében szerepel a Szilmarilokbeli történet előképe, azonban a tünde-lányt ebben következetesen Tinúvielnek nevezik, Lúthiennek sehol. A történetben egyébként számos más eltérés is van a Szilmarilokéhoz képest (pl. Beren nem ember, hanem tünde, Szauron helyett pedig egy hatalmas macskadémon szerepel, akit Tevildónak neveznek.) A Szilmarilokban a „Tinúviel” szó „csalogányt” (fülemülét) jelent, ami célzás gyönyörűen csengő hangjára és énekére.
Amint az Eriol-történethez kapcsolódó jegyzetekben Christopher Tolkien írja, apja feljegyzéseiben semmi nyomát, okát nem találta annak a folyamatnak, melynek során Tinúviel neve a Lúthien/Leithian-elemmel összekapcsolódott.
(forrás: Az elveszett mesék könyve, Holló és tsa., II. kötet, ISBN 963-8380-58-6 ; 3.-77. o. 